# کولومبا
سَنت کولومبا یا کولومبای قدیس (ایرلندی: Colm Cille، 'church dove'; ۷ دسامبر ۵۲۱ – ۹ ژوئن ۵۹۷) راهب بزرگ ایرلندی و مبلغ و گستراننده مسیحیت بود. وی صومعه یونا (اسکاتلند) را پایه‌گذاری کرد که برای قرن‌ها به یک نهاد دینی و مسلطِ سیاسی در منطقه تبدیل شد.

## خوانش بیشتر
- Bullough, Donald A. "Columba, Adomnan, and the Achievement of Iona," Scottish Historical Review 43 and 44 (1964–65): 111-30 and 17-33.
- Finlay, Ian, Columba London: Gollancz, 1979.
- Forbes, Andrew ; Henley, David (2012). Pages from the Book of Kells. Chiang Mai: Cognoscenti Books. ASIN: B00AN4JVI0
- McLean, Scott A. "Columba 521-597," in Reader's Guide to British History (London: Routledge, 2003) online at Credo Reference. Historiography